# HMS Sceptre (1802)
HMS Sceptre (Корабль Его Величества «Скептр») — 74-пушечный линейный корабль третьего ранга. Второй корабль Королевского флота, названный HMS Sceptre в честь скипетра, символа королевской власти. Первый линейный корабль типа Repulse. Относился к так называемым «обычным 74-пушечным кораблям», нёс на верхней орудийной палубе 18-фунтовые пушки. Заложен в декабре 1800 года. Спущен на воду 11 декабря 1802 года на частной верфи Дудмана в 
Дептфорде. Принял участие во многих морских сражениях периода Наполеоновских войн и Англо-американской войны.

## Служба
В июле 1803 года Sceptre, под командованием капитана Диксона, был отправлен на станцию в Ост-Индии. 21 декабря 1803 года в
восточной части Индийского океана Sceptre и Albion захватили французское 12-пушечное каперское судно Clarisse с экипажем из 157 человек. В 1804 году командование кораблём принял капитан Джозеф Бингхэм, ранее командовавший 40-пушечным фрегатом St Fiorenzo.
11 ноября 1806 года Sceptre и 40-пушечный фрегат Cornwallis, под командованием капитана Джонстона, прорвались в залив Святого Павла, у острова Реюньон, и атаковали суда стоящие там на якоре (фрегат Sémillante, три вооружённых купца и двенадцать захваченных ранее британских торговых кораблей. Впоследствии восемь кораблей, которые были захвачены Sémillante были оценены в полтора миллиона фунтов. Однако вскоре ветер совсем утих и двум кораблям было трудно маневрировать и потому они были вынуждены отступить не отбив ни одного приза.
Sceptre служил в Ост-Индии в течение пяти лет после чего корабль, большая часть экипажа которого заболела цингой был отправлен сначала к Мадагаскару, где корабль находился пока экипаж не выздоровел, а оттуда Sceptre отправился к берегам Англии в сопровождении двух кораблей датской Ост-индской компании, которые были захвачены капитаном Бингхэмом в районе мыса Доброй Надежды.
По возвращении на родину он был отправлен в резерв, но после ремонта был вновь введён в эксплуатацию под командованием капитана Бингхэма. В июле 1809 года Sceptre принял участие во второй Голландской экспедиции, целью которой было уничтожение верфей и арсеналов в Антверпене, Тернезене и Флиссингене. 13 августа принял участие в бомбардировке Флиссингена. Военно-морская бомбардировка была частью гораздо более крупной
операции; британский сухопутный корпус состоял из 30 000 солдат, целью которых было оказать помощь австрийцам, вторгшись в
Голландию и уничтожив французский флот базировавшийся в гавани Флиссингена. Экспедиция закончилась неудачно,
вследствие разразившейся эпидемии англичане к 9 декабря вынуждены были очистить Валхерен.
Вернувшись из экспедиции в Голландию капитан Бингхэм покинул свой пост, а его место занял капитан Сэмюэль Джеймс Баллард.
Корабль был отправлен в Вест-Индию на станцию Подветренных островов. Он прибыл с Мартинике вместе с Alfred и Frejus под его командованием, где обнаружил, что четыре французских фрегата захватили и сожгли 40-пушечный фрегат Junon, принадлежащий к эскадре Галифакса, примерно в 150 милях от Гваделупы.
18 декабря 1809 года британская эскадра, в которую входили Sceptre, Blonde, Thetis, Freija, Castor, Cygnet, Hazard, Ringdove и Elizabeth атаковали два вражеских фрегата, Seine и Loire, стоящие на якоре в Анс ля Барк, на расстоянии девяти миль к северо-западу от города Бас-Тер. Blonde, Thetis и три шлюпа возглавили атаку, и в результате заставили французов отказаться от своих кораблей и подожгли их. Капитан Кэмерон, который был убит во время нападения, возглавил лодки с Hazard, которые высадились на берег и уничтожили береговые батареи.
В январе 1810 года Sceptre входил в состав эскадры вице-адмирала Александра Кокрейна во время вторжения в Гваделупу. 27 января эскадра Кокрейна подошла к острову, а 28 января войска под командованием генерал-лейтенанта сэра Джорджа Беквита высадились на берег не встретив сопротивления: один отряд в деревне Сент-Мари, второй в двух милях от Бас-Тера. 3 февраля между британцами и французами произошло несколько коротких стычек, в каждой из которых победа была на стороне британцев. На следующее утро французы подняли белые флаги на всех своих позициях, 5 февраля обсуждались условия капитуляции, а 6 февраля остров Гваделупа сдался британским войскам. Британская армия потеряла 52 человека убитыми, 250 ранеными, и семь пропавшими без вести. Военно-морской флот потерь не понёс.
Sceptre вернулся из Вест-Индии в августе 1810 года сопровождая торговый конвой. Он прибыл в Спитхед 25 сентября 1810 года, после чего был отправлен в док для ремонта. после его окончания он продолжил службу в Канале, сначала в составе эскадры блокирующей Брест, затем на Баскском рейде, где он оставался до января 1813 года.
С началом Англо-американской войны Sceptre в качестве флагмана контр-адмирала сэра Джордж Кокберна был отправлен к берегам Америки для операций против Соединенных Штатов. 11 июля 1813 года отдельная эскадра контр-адмирала Кокберна, в которую помимо Sceptre входили фрегаты Romulus, Fox и Nemesis, вооруженный бриг Conflict и тендеры HighFlyer и Cockchafer, имея на борту 103-й полк (около 500 солдат) и небольшой отряд артиллерии, была отправлена в гавань Окракоука, на побережье Северной Каролины, с целью помешать торговле, осуществляемой через этот порт, и уничтожить любые суда, которые будут там обнаружены.
В ночь на 12 июля эскадра прибыла в гавань Окракоука, а в 2 часа ночи на 13 июля, войска были высажены на шлюпках, которые в
сопровождении брига и тендеров разделившись на три группы отправились к берегу. В связи с большим расстоянием и тяжелой
зыбью, подразделение, которым командовал лейтенант Вестфаль с Sceptre, достиг назначенной точки уже после рассвета,
следовательно, противник был готов к отражению атаки. Однако сопротивление британцам оказали только 18-пушечный бриг Anaconda, который был захвачен отрядом лейтенанта Вестфаля и 10-пушечной каперской шхуной Atlas, которая тоже вскоре спустила флаг. В то же утро войска были высажены, и завладели Окракоуком без малейшего сопротивления. Оба приза были впоследствии приняты в состав британского флота, Anaconda под его собственным именем, а Atlas под именем St-Lawrence.
По возвращении из Северной Америки Sceptre некоторое время провел в составе флота Канала, пока в 1815 году не был отправлен в резерв в Чатеме. Он оставался в резерве до 1821 года, когда было принято решение отправить корабль на
слом.